# Le Jardin du Luxembourg
Pour la chanson, voir Le Jardin du Luxembourg (chanson).
Albums de Joe Dassin
Joe Dassin (Le Costume blanc)
(1975) Les Femmes de ma vie
(1978)
Singles
1. Il était une fois nous deux
Sortie : 1976
2. Le Jardin du Luxembourg (1re partie) /
Le Jardin du Luxembourg (2e partie)
Sortie : 1976
3. À toi
Sortie : janvier 1977

Le Jardin du Luxembourg est le 10e album studio français du chanteur Joe Dassin. Il est sorti le 21 novembre 1976. Il est certifié double disque d'or pour 200 000 exemplaires vendus.

## Accueil commercial
L'album atteint le top 10 des ventes d'albums en France et en en Grèce,, ainsi que le top 20 en Norvège au cours de l'année 1977.
Lors d'un grand gala à Wavre, en Belgique, fin 1977, Joe Dassin a reçu des disques d'or pour cet album et pour l'un de ses albums intitulé Joe Dassin.
De plus, le magazine américain Billboard a écrit dans son numéro du 24 décembre 1977 que selon CBS Records Le Jardin du Luxembourg et un autre album de Joe Dassin, intitulé Joe Dassin (Le Costume blanc), figuraient parmi les albums les plus vendus de la société au cours du mois précédent.
Le 19 avril 1995, l'album est certifié double disque d'or par le Syndicat national de l'édition phonographique.

## Liste des chansons
| 1. | Le Jardin du Luxembourg (Quindici minuti di un uomo) | Toto Cutugno, Vito Pallavicini | 12:00 |
| 2. | Il était une fois nous deux (Monja Monja)            | Toto Cutugno, Vito Pallavicini | 3:55  |

| 3. | À toi                                                        | Jean Baudlot, Joe Dassin, Pierre Delanoë, Claude Lemesle  | 2:50 |
| 4. | Le Café des trois colombes (In het kleine cafe aan de haven) | Pierre Kartner                                            | 4:01 |
| 5. | Comme disait Valentine                                       | Johnny Arthey, Joe Dassin, Pierre Delanoë, Claude Lemesle | 3:06 |
| 6. | Laisse-moi dormir (Sleep All Mornin')                        | Alex Harvey                                               | 2:50 |
| 7. | Que sont devenues mes amours ?                               | Joe Dassin, Pierre Delanoë, Claude Lemesle                | 3:41 |

## Crédits
- Joe Dassin : Chant, composition
- Dominique Poulain : Chœurs sur Le Jardin du Luxembourg
- Pierre Dutour : trompette
- Claude Lemesle : Parolier
- Pierre Delanoë : parolier
- Jacques Plait : réalisateur artistique
- Johnny Arthey : direction orchestre, arrangements
- Bernard Estardy : ingénieur du son
- Marina Clément : illustration

## Classements et certifications
| Classement (1977)  | Meilleure position |
| ------------------ | ------------------ |
| France (IFOP)      | 6                  |
| Norvège (VG-lista) | 20                 |

| Pays                                                                 | Certification | Ventes certifiées |
| -------------------------------------------------------------------- | ------------- | ----------------- |
| Canada (Music Canada)                                                | Platine       | 100 000^          |
| France (SNEP)                                                        | 2 × Or        | 200 000*          |
| *Ventes selon la certification ^Mise en rayon selon la certification |               |                   |

## Historique de sortie
| Pays/Région      | Date             | Format          | Label(s) | Réf.   |
| ---------------- | ---------------- | --------------- | -------- | ------ |
| France           | 21 novembre 1976 | - LP - cassette | CBS      | ,      |
| Canada           | 1976             | - LP - cassette | CBS      | [ 15 ] |
| Divers           | 1976             | - LP - cassette | CBS      | [ 15 ] |
| Espagne          | 1977             | - LP - cassette | CBS      | [ 15 ] |
| Union soviétique | 1979             | LP              | Мелодия  | [ 15 ] |
| Europe           | 1995             | CD              | Columbia | [ 16 ] |